# Гаузен-на-Буссені
Гаузен-на-Буссені (нім. Hausen am Bussen) — громада в Німеччині, знаходиться в землі Баден-Вюртемберг. Підпорядковується адміністративному округу Тюбінген. Входить до складу району Альб-Дунай.
Площа — 3,52 км2. Населення становить 246 ос. (станом на 31 грудня 2020).